# حمام فاضلخان (۱)
حمام فاضلخان (۱) مربوط به دوره صفوی است و در بشرویه، جنب کتابخانه ارشاد واقع شده و این اثر در تاریخ ۲۴ اسفند ۱۳۸۳ با شمارهٔ ثبت ۱۱۶۶۵ به‌عنوان یکی از آثار ملی ایران به ثبت رسیده است.
حمام فاضل خان به دست فاضل خان  معمار برجسته دوره صفویه ساخته شده است.  